# Juan Carlos Desanzo
Juan Carlos Desanzo (Buenos Aires, 15 de enero de 1938) es un director de cine, guionista y director de fotografía argentino. Es considerado por un amplio sector de la crítica como uno de los cineastas más destacados de su generación, y entre las películas que ha dirigido se encuentran los clásicos En retirada (1984), Eva Perón (1996) y El Polaquito (2003). Ha ganado el Premio Vigía del Festival de La Habana por la ahora película de culto El amor y el espanto (2000).

## Filmografía

### Como director
- Verano amargo (2009)
- El Polaquito (2003)
- El amor y el espanto (2000)
- La venganza (1999)
- Hasta la victoria siempre (1997)
- Eva Perón (1996)
- Al Filo de la Ley (1992)
- La búsqueda (1985)
- En retirada (1984)
- El desquite (1983)

### Como guionista
- La Venganza (1999)
- Y Pegue Carlos, Pegue (1995)
- Al Filo de la Ley (1992)
- En Retirada (1984)
- El Desquite (1983)

### Director de fotografía
- Potuto (2021)
- Funes, un gran amor (1993)
- Pubis angelical (1982)
- Los pasajeros del jardín (1982)
- Subí que te llevo  (1980)
- El infierno tan temido (1980)
- El lugar del humo (1979)
- Los superagentes no se rompen (1979)
- El fantástico mundo de la María Montiel (1978)
- Un Idilio de Estación (1978)
- La Aventura Explosiva (1976)
- No Toquen a la Nena (1976)
- El muerto (1975)
- Los Hijos de Fierro (1975)
- La Gran Aventura (1974)
- La Tregua (1974)
- Los Gauchos Judíos (1974)
- Gente en Buenos Aires (1974)
- La Revolución (1973)
- Juan Moreira (1973)
- Heroína (1972)
- Un Guapo del 900 (1971)
- Crónica de una Señora (1971)
- El Habilitado (1970)
- The Players vs. Ángeles Caídos (1969)
- Tango Argentino (1969)
- La hora de los Hornos (1968)
- Aysa (1964)

## Premios
- 1971, Mejor Dirección de Fotografía, Festival Internacional de San Sebastián, por Crónica de una Señora (1971).
- 1973, Mejor Dirección de Fotografía en B/N, Asociación de Cronistas Cinematográficos de la Argentina, por La Hora de Los Hornos (1963)
- 1973, Mejor Dirección de Fotografía en color, Asociación de Cronistas Cinematográficos de la Argentina, por Juan Moreira (1973).
- 1980, Mejor Dirección de Fotografía, Asociación de Cronistas Cinematográficos de la Argentina, por El Infierno tan Temido (1980
- 2001, Premio Vigía al mejor guion, Festival del Nuevo Cine Latinoamericano, por El Amor y el Espanto (2001)
- 2006, Pino de Oro, a la trayectoria, Intendencia de la Municipalidad de Pinamar.
- 2020, A la Trayectoria, Fondo Nacional de las Artes en la categoría Medios Audiovisuales.[2]
- 2022, Personalidad de la Cultura, Concejo Deliberante del Municipio de Pinamar.